# Louis Kuhne
Louis Kuhne (n. 1835, Leipzig, Regatul Saxoniei – d. 1901, Leipzig, Imperiul German) a fost un naturopat german cunoscut în primul rând pentru metodele sale de hidroterapie cu apă rece care au fost menite să îmbunătățească funcțiile de detoxifiere ale organismului prin stimularea abdomenului inferior.

## Activitate
Kuhne era un vegetarian strict și le interzicea pacienților săi să folosească sare și zahăr în dietă. El a susținut că „alimentele nenaturale nu pot fi niciodată digerate complet și dacă sunt consumate zilnic” duc la o acumulare de endotoxine. Viziunea sa conceptuală asupra cauzei bolii a fost aceea a supraîncărcării cu toxine a corpului uman obișnuit, proces care ducea în cele din urmă la degenerări ale organelor interne. El a subliniat importanța unei digestii corecte și a evitării constipației. Kuhne s-a referit la microflora intestinală ca fiind formată din ciuperci microscopice. El a creat, de asemenea, o teorie a inflamației care începea în tractul digestiv cu acumularea de materie morbidă, ce fermenta și crea căldură exprimată sub formă de febră.
Baia de șezut cu frecare și băile de șold a lui Kuhne implicau ambele pacientul așezat într-o cadă plină cu apă relativ rece (aproximativ 10—14°C pentru baia de frecare în instrucțiunile originale, deși astăzi sunt preferate temperaturi puțin mai ridicate) și frecarea abdomenului inferior, șolduri sau organe genitale cu o pânză aspră de in. Stimularea nervoasă datorată apei reci trebuia să ajute la eliminarea toxinelor. Imediat după baie pacientul era culcat pentru a-l încălzi din nou. 
El a descoperit că există multe manifestări ale bolii, dar o singură cauză pentru toate. În tratarea bolii, Kuhne a stabilit, de asemenea, că, așa cum a existat o singură cauză a bolii, există un singur remediu pentru boală. Numit „unitatea bolii” și „unitatea vindecării”, acest concept aparent prea simplificat de boală și vindecare avea la bază principii extrem de valoroase care au funcționat de fapt clinic.
Sfârșitul secolului al XIX-lea și începutul secolului al XX-lea au marcat nașterea neo-naturopatiei, în special în Germania (Sebastian Kneipp, Dr. Benjamin Lust, Louis Kuhne, și alții).

## Publicații
- Kuhne Louis: The New Science of Healing, Louis Kuhne Publisher, London, 1901,
- Kuhne Louis: What shall we eat? What shall we drink? The digestive process, Herald of Health and Naturopath, 1918